# Уротропин
Уротропин (гексаметилентетрамин, гексамин) — полициклический амин. Применяется в медицине под международным непатентованным наименованием (МНН) метенамин. Помимо этого, зарегистрирован в качестве пищевой добавки с номером Е239.

## Получение и свойства
Впервые получен русским химиком А. М. Бутлеровым в 1859 году. Образуется при взаимодействии аммиака (4 моль) с формальдегидом (6 моль). Структурно подобен адамантану.

### Химические свойства
Белое кристаллическое вещество с запахом тухлой рыбы, сладкое на вкус, сублимируется при 270 °C. Гигроскопичен.

#### Растворение
Раствор уротропина в воде имеет щелочную реакцию. Уротропин кристаллизуется из этанола в виде бесцветных блестящих ромбоэдров, в вакууме возгоняется почти без разложения, в воде растворяется с выделением тепла и с образованием гекса-гидрата {\displaystyle (CH_{2})_{6}N_{4}\cdot 6H_{2}O}. В теплой воде уротропин менее растворим, чем в холодной, а в этиловом спирте, наоборот, уротропин больше растворим в горячем, чем в холодном.

#### Реакции
Молекула ведёт себя как основание амина, подвергаясь протонированию и N-алкилированию
- При взаимодействии со щёлочью уротропин выделяет аммиак, который легко обнаруживается.

- С кислотами он образует кристаллические соединения, растворимые в воде.

- Взаимодействует с пероксидом водорода в присутствии органических кислот или азотной кислоты с образованием взрывчатого HMTD.

{\displaystyle (CH_{2})_{6}N_{4}+H_{2}O_{2}{\xrightarrow[{}]{RCOOH\ or\ HNO_{3}}}N(CH_{2}-OO-CH_{2})_{3}N}
- Реагирует с азотной кислотой с образованием взрывчатого гексогена.

{\displaystyle {\ce {(CH2)6N4 + 3HNO3 -> (CH2)3N3(NO2)3 + 3HCOH + NH3 ^}}}
- Обладает весьма высокой реакционной способностью и образует множество солей, с фенолами даёт продукты присоединения.

- Вступает в реакцию Делепина (синтез аминов из алкилгалогенидов)

- Используется в реакции Соммлета (превращение бензилгалогенидов в альдегиды)

- Используется в реакции Даффа (формилирование аренов)

- Будучи подожжён, он горит спокойным некоптящим пламенем, без образования сажи, пламя желтовато-голубое[2][3]; огнеопасен, но не взрывоопасен. Теплота сгорания 30,045 МДж/кг.

#### Гомологи
Адаманзаны являются гомологами гексаметилентетрамина (тетраазаадамантана), в которых атомы азота расположены в вершинах тетраэдра, а алкильные цепи — вдоль его ребер.

## Применение

### Производство полимеров
Применяется в производстве фенолформальдегидных смол. Используется уротропин также при получении белковых и других пластмасс как заменитель формальдегида.

### Медицинское применение
Гексаметилентетрамин — одно из немногих используемых в настоящее время синтетических лекарственных средств с более чем 100-летней историей: он начал применяться на рубеже XIX—XX веков. Препарат оказывает антисептический эффект, главным образом, в мочевых путях. Применяется в чистом виде и в составе комбинированных лекарственных средств (например, кальцекс). В чистом виде гексаметилентетрамин применяется перорально или внутривенно в виде солей: гиппурата, индигокармината или камфората. Механизм действия основан на высвобождении свободного формальдегида, который денатурирует белки бактерий и обладает дубящим воздействием на кожу. Этим обусловлена тканевая специфичность действия гексаметилентетрамина и относительная безопасность препарата, так как он расщепляется с выделением активного формальдегида только в кислой среде мочи, тем самым действуя непосредственно на бактерии, вызывающие заболевания мочевыводящих путей, а также в воспалительных очагах, богатых кислыми продуктами распада тканей. Эффект препарата дозозависим.

### Пищевые добавки
Ранее в пищевой промышленности был зарегистрирован как добавка-консервант (код E239). Часто применяется в сыроделии, а также для консервации икры. Одобрен для использования на территории Европейского союза. В России до 1 августа 2008 года числился среди «пищевых добавок, не оказывающих вредного воздействия на здоровье человека при использовании для изготовления пищевых продуктов», с 1 июля 2010 года был запрещён. На территории Украины не находится под запретом. Обладает сладковатым вкусом.

### Сухое горючее
Вместе с 1,3,5-триоксаном гексаметилентетрамин входит в состав топливных таблеток гексамина, используемых отдыхающими и военными для разогрева походной еды или военных пайков. Он имеет высокую плотность энергии (30,0 МДж/кг), горит бездымно, не плавится при горении и не оставляет пепла, хотя его пары токсичны.

### Другие сферы применения
- в аналитической химии, как компонент буферных растворов и др.
- в производстве взрывчатых веществ (сырье для производства гексогена, ГМТД, октогена)
- в качестве ингибитора коррозии, и частично предотвращает насыщение водородом деталей.
- применяют при травлении для предохранения от перетравливания, как ингибитор.
- в качестве стабилизатора при производстве зарина[10].

## Безопасность
Уротропин может абсорбироваться кожей из растворов, при этом у некоторых людей он вызывает раздражение кожи, напоминающее аллергию.
По данным Объединённого экспертного комитета ФАО/ВОЗ по пищевым добавкам (JECFA), допустимое суточное потребление (ДСП) уротропина составляет 0,15 мг/кг массы тела, установленное в 1973 году. В 2014 году, проводя пересмотр безопасности, Европейское агентство по безопасности продуктов питания (EFSA) не смогло установить ДСП, однако сочло текущее потребление добавки из продуктов питания безопасным на основании токсикологических данных метаболитов уротропина.
Согласно документу Министерства здравоохранения Канады, опубликованному в марте 2021 года, на основании обзора токсикологических оценок воздействия уротропина из различных сфер применения, не было выявлено долгосрочных рисков для здоровья и текущее воздействие уротропина было оценено как безопасное.